# 约瑟夫·克尔纳奇
约瑟夫·克尔纳奇（1977年12月30日—），斯洛伐克男子柔道运动员。他曾代表斯洛伐克参加2004年夏季奥林匹克运动会柔道比赛，获得男子66公斤级银牌。